# Mercury Stardust
Mercury Suzanne Stardust (Madison, 8 de diciembre de 1987) es una autora estadounidense, TikToker, activista transgénero, artista de burlesque y educadora en temas de reparación y mantenimiento de viviendas. Conocida en TikTok como "Trans Handy Ma'am" (en español: Señora Manitas Trans), Stardust ofrece consejos y sugerencias sobre reparaciones del hogar DIY hechas por uno mismo.

## Primeros años de vida
Stardust creció en una granja en el norte de Wisconsin, donde aprendió habilidades de mantenimiento de su padre, un camionero y peón de granja. Aunque fue criada como un niño, se sintió atraída por la estética femenina desde muy joven. Estudió teatro en la universidad y se convirtió en artista de cabaret.

## Vida profesional
Stardust realizó una pasantía como técnica de mantenimiento a los 19 años, ya que necesitaba un trabajo diurno mientras viajaba y actuaba en bares LGBT los fines de semana. En 2015, Stardust fundó la Wisconsin Burlesque Association.
Stardust comenzó a publicar vídeos en TikTok en marzo de 2021. Su objetivo inicial era usar la plataforma para promocionar su espectáculo burlesque semanal en Madison, pero cambió su enfoque tras hacerse viral en abril de 2021 gracias a un vídeo en el que explicaba cómo usar una sujeción de carga. En la actualidad, su contenido se centra principalmente en reparaciones del hogar y soluciones de bricolaje sencillas para problemas domésticos comunes, lo que le ha valido el apodo de "Trans Handy Ma'am". Alcanzó el millón de seguidores en julio de 2021 y 1.5 millones en febrero de 2022, momento en el que la creación de contenido se convirtió en su trabajo a tiempo completo. En septiembre de 2023, Stardust ya había alcanzado los dos millones de seguidores.
En marzo de 2022 Stardust organizó un "Tiktok-a-thon" coincidiendo con el Día Internacional de la Visibilidad Transgénero, durante el cual recaudó más de 120.000 dólares para Plume, una organización que financia la atención médica de reafirmación de género para personas transgénero. Durante la segunda edición del evento en marzo de 2023, fue copresentadora de una transmisión en vivo de 30 horas de duración en TikTok y Twitch para recaudar dinero para Point of Pride, otra organización que también financia la atención médica de reafirmación de género. Entre las personas invitadas al evento se encontraban V Spehar y el maquillador profesional Darius Hall. La transmisión en vivo recaudó más de 100.000 dólares en su primera hora y 1 millón de dólares en sus primeras seis horas. En total, el evento recaudó más de 2 millones de dólares.
Desde noviembre de 2022 Stardust presenta el pódcast Handy Ma'am Hotline, donde habla sobre el mantenimiento del hogar. En abril de 2023, Stardust anunció que iba a publicar un libro llamado Safe and Sound: A Renter-Friendly Guide to Home Repair. El libro fue publicado el 29 de agosto de 2023 por Penguin Random House. A los pocos días de su preventa, el libro se convirtió en el número 1 en ventas en la categoría de reparación del hogar de Amazon.
En agosto de 2023, el libro de Stardust se convirtió en el libro más vendidos del New York Times.

## Vida personal
Stardust eligió su nombre en 2014.En 2019, salió del armario como mujer transgénero. Su cónyuge, Ari, es de género no binario. En un TikTok en  junio de 2023 anunció que había cambiado legalmente su nombre a Mercury Suzanne Stardust, habiendo elegido el nombre de Suzanne en honor a su madre, Susan.

## Premios
- Activista Trans* del año 2021 del Centro comunitario OutReach LGBTQ.[16]